# Demeton-O-methyl
Demeton-O-methyl is een organische verbinding met als brutoformule C6H15O3PS2. De stof komt voor als een kleurloze tot lichtgele olieachtige vloeistof, die quasi-onoplosbaar is in water. De O in de naam verwijst naar het feit dat de ethylsulfanylethaanketen via een zuurstofatoom aan de dimethylthiofosfaatgroep gebonden is.
Demeton-O-methyl wordt gebruikt als insecticide en acaricide. Veelal komt het in combinatie met demeton-S-methyl voor en wordt dit mengsel kortweg demeton-methyl genoemd. De handelsnaam van de stof is Methylsystox.

## Toxicologie en veiligheid
De stof ontleedt bij verhitting en bij verbranding, met vorming van giftige dampen, onder andere fosforoxiden en zwaveloxiden.
De stof kan effecten hebben op het zenuwstelsel en remming van cholinesterase veroorzaken.